# Najatki
Najatki – mała osada w Polsce położona w województwie pomorskim, w powiecie sztumskim, w gminie Stary Dzierzgoń. W latach 1975-1998 miejscowość administracyjnie należała do województwa elbląskiego. Wieś wchodzi w skład sołectwa Myślice.

## Historia
W roku 1973 jako osada Najatki należały do powiatu morąskiego, gmina Stary Dzierzgoń, poczta Myślice. Na mapie z roku 1966 zaznaczone były 4 siedliska. W roku 2009, po jednym z siedlisk zostały tylko fundamenty i roślinność ruderalna, a dawna droga w kierunku północnym była już całkowicie zarośnięta.